# Lycoderes capitata
Lycoderes capitata är en insektsart som beskrevs av Buckton. Lycoderes capitata ingår i släktet Lycoderes och familjen hornstritar. Inga underarter finns listade i Catalogue of Life.